# (82158) 2001 FP185
(82158) 2001 FP185, também escrito como (82158) 2001 FP185, é um corpo menor que está localizado no disco disperso, uma região do Sistema Solar. Ele possui uma magnitude absoluta de 6,0 e tem um diâmetro estimado de cerca de 332 km. O astrônomo Mike Brown lista este corpo celeste em sua página na internet como um candidato a possível planeta anão.

## Descoberta
(82158) 2001 FP185 foi descoberto no dia 26 de março de 2001 pelo astrônomo 26 de março de 2001.

## Órbita
A órbita de (82158) 2001 FP185 tem uma excentricidade de 0,848 e possui um semieixo maior de 225 UA. O seu periélio leva o mesmo a uma distância de 34,245 UA em relação ao Sol e seu afélio a 415 UA.